# تركي الثاني بن عبد العزيز آل سعود
تركي الثاني بن عبد العزيز آل سعود (1932- 12 نوفمبر 2016)،(1351 هـ - 12 صفر 1438 هـ)، نائب وزير الدفاع السعودي السابق. هو الابن الحادي والعشرون من أبناء عبد العزيز آل سعود الذكور من زوجته الأميرة حصة بنت أحمد السديري. سمي تركي الثاني لأنه ولد بعد وفاة أخيه الأكبر الأمير تركي الأول بن عبد العزيز آل سعود الذي توفي عام 1337 هـ / 1919. تولى منصب نائب وزير الدفاع والطيران في عهد الملك فيصل بن عبد العزيز آل سعود حتى بداية عهد الملك فهد بن عبد العزيز آل سعود وأعفي عام 1403هـ/ 1983.

## نشأته
درس الأمير تركي بن عبد العزيز آل سعود في مدرسة الأمراء التي أنشأها الملك عبد العزيز آل سعود لتعليم أبنائه عام 1356 هـ والتي كان يديرها الشيخ عبد الله عبد الغني خياط ويساعده في إدارتها أحمد بن علي الكاظمي ويدرس بها الشيخ صالح الخزامي والعلماء والمثقفين كلفهم عبد العزيز آل سعود بتدريس أبنائه. وقد التحق الأمير تركي بن عبد العزيز آل سعود بالمدرسة منذ افتتاحها في 9 ربيع الأول 1356 هـ.

## حياته السياسية
في 16 ربيع الأول 1377 هـ الموافق لـ 10 أكتوبر 1957 عُيّن أميرًا لمنطقة الرياض بالنيابة وذلك لسفر أمير المنطقة الأمير سلمان بن عبد العزيز آل سعود برفقة الملك سعود بن عبد العزيز آل سعود إلى لبنان. وفي 10 جمادى الأولى 1389 هـ الموافق 25 يوليو 1969 عُيّن نائبًا لوزير الدفاع والطيران، وظلَّ يتولى هذا المنصب حتى عام 1403 هـ الموافق عام 1983، وقد غادر بعد ذلك السعودية وأقام بمصر مع أسرته، وفي عام 2010 قرر العودة إلى الرياض والاستقرار بها.

## اسهامات أخرى
تبرع لبناء المسجد الجامع لمدينة إدنبرة عاصمة مقاطعة اسكتلندا في بريطانيا وذلك بمبلغ 300 ألف جنيه إسترليني وهذا الجامع أُنشئ على نفقة فهد بن عبد العزيز آل سعود الذي تبرع بمبلغ ربع مليون جنيه إسترليني.

## إخوته الأشقاء
- الأمير سعد الأول بن عبد العزيز آل سعود (توفي صغيراً).
- الملك فهد بن عبد العزيز آل سعود (متوفى).
- الأمير سلطان بن عبد العزيز آل سعود (متوفى).
- الأمير عبد الرحمن بن عبد العزيز آل سعود (متوفى).
- الأمير نايف بن عبد العزيز آل سعود (متوفى).
- الملك سلمان بن عبد العزيز آل سعود.
- الأمير أحمد بن عبد العزيز آل سعود.
- الأميرة فلوة بنت عبد العزيز آل سعود (توفيت صغيرة).
- الأميرة شعيع بنت عبد العزيز آل سعود (توفيت صغيرة).
- الأميرة موضي بنت عبد العزيز آل سعود (توفيت شابة).
- الأميرة لؤلؤة بنت عبد العزيز آل سعود (متوفاة). زوجة الأمير فيصل بن تركي بن عبد الله بن سعود آل سعود.
- الأميرة لطيفة بنت عبد العزيز آل سعود (متوفاة) زوجة الأمير خالد بن تركي بن أحمد السديري.
- الأميرة الجوهرة الثانية بنت عبد العزيز آل سعود (متوفاة). زوجة الأمير خالد بن عبد الله بن عبد الرحمن آل سعود.
- الأميرة جواهر بنت عبد العزيز آل سعود (متوفاة). زوجة الأمير محمد بن عبد الله بن عبد الرحمن آل سعود.[4]

## أسرته

### الزوجات والأبناء
1) الأميرة نورة بنت عبد الله بن عبد الرحمن آل سعود، (متوفاة). وأنجب منها:
- الأميرة عبير بنت تركي الثاني بن عبد العزيز آل سعود ، متزوجة من الأمير خالد بن سلطان بن عبد العزيز آل سعود ولها من الأبناء الأميرة هالة، الأميرة مشاعل، الأمير فهد، الأمير عبد الله، والأمير سلمان.
- الأميرة الجوهرة بنت تركي الثاني بن عبد العزيز آل سعود ، متزوجة من الأمير نواف بن محمد بن عبد الله آل سعود ولها من الأبناء الأمير محمد، الأميرة لولوة، الأمير سلمان، الأميرة العنود، والأمير سعود.
- الأمير خالد بن تركي الثاني بن عبد العزيز آل سعود، متزوج من الأميرة نورة بنت بندر بن سعود بن عبد العزيز آل سعود.
- الأمير فهد بن تركي الثاني بن عبد العزيز آل سعود، متزوج من الأميرة عبير بنت عبد الله بن عبد العزيز آل سعود وله من الأبناء الأمير عبد العزيز، الأميرة نورة، الأميرة الجوهرة، والأميرة سارة.
- الأمير فيصل بن تركي الثاني بن عبد العزيز آل سعود، متزوج من الأميرة منيرة بنت خالد بن عبد الله بن محمد آل سعود وله من الأبناء الأمير فهد، والأمير نايف.
- الأمير سلطان بن تركي الثاني بن عبد العزيز آل سعود، كان متزوجًا من الأميرة نورة بنت عبد الله بن عبد العزيز آل سعود (متوفاة)، ثم تزوج من الأميرة عهود بنت صنت بن بنين الذيابي وله من الأبناء الأمير محمد.
- الأميرة ديمة بنت تركي الثاني بن عبد العزيز آل سعود، متزوجة من الأمير أحمد بن خالد بن عبد الله آل سعود. ولها من الابناء الأمير تركي ، الأمير سلمان ، الأمير خالد ، الأميرة هلا.

2) الأميرة هند بنت شمس الدين الفاسي (متوفاة)، وأنجب منها:
- الأميرة سماهر بنت تركي الثاني بن عبد العزيز آل سعود.
- الأميرعبد الرحمن بن تركي الثاني بن عبد العزيز آل سعود. متزوج من الأميرة ديمة بنت محمد بن فهد بن فيصل الفرحان آل سعود وله من الأبناء الأمير عبد العزيز، الأمير تركي، والأميرة سارة.
- الأمير أحمد.

## وفاته
توفي الأمير تركي الثاني بن عبد العزيز آل سعود صباح يوم السبت 12 صفر 1438 هـ الموافق 12 نوفمبر 2016 عن عمر يناهز 84 عامًا، وصلي عليه يوم الأحد 13 صفر 1438 هـ الموافق 13 نوفمبر 2016، بعد صلاة العصر في جامع الإمام تركي بن عبد الله في مدينة الرياض وتقدم المصلين عليه الملك سلمان بن عبد العزيز آل سعود ونُقل جثمانه إلى مقبرة العود حيث دُفن هناك.